# Homaloxestis cribanota
Homaloxestis cribanota – gatunek motyli z rodziny Lecithoceridae i podrodziny Lecithocerinae.
Gatunek ten opisany został w 1910 roku przez Edwarda Meyricka, który jako miejsce typowe wskazał Khasis.
Motyl o głowie połyskująco fioletowobrunatnoszarej z ochrowożółtymi bokami ciemienia i ochrowobiaławymi: twarzą, czułkami i głaszczkami. Tułów brunatnoszary, czasem miejscami rozjaśniony ochrowożółto. Odwłok u samicy z wierzchu brunatnoszaro owłosiony, u samicy cały białawoochrowy. Przednie skrzydła wydłużone, dość wąskie, ich krawędź kostalna delikatnie łukowata, wierzchołek tępy, a termen nadzwyczaj skośnie zaokrąglony. Skrzydła przednie brunatoszare z białawobrunatną strzępiną, tylne zaś szare z białawoochrową strzępiną.